# XB-56轟炸機
Boeing XB-56是波音公司為B-47轟炸機的引擎重新設計的版本提案。該機的最初編號是YB-47C。

## 發展
1950年1月美國空軍與波音公司簽署了一份合同，要求對一架B-47B-20-BW（序號50-082）進行改裝。並且預計首飛日期為1951年4月。
由於J35的進度延遲以及性能低於預期導致人們考慮使用其他引擎。波音首先提出了艾里遜 J71，然而當時重新命名的B-56A是無法使用該引擎的。最終額定推力為17,000lbf(76kN)的普惠J57也被考慮在內，但該發動機仍在開發中，而同時開發的B-52同溫層堡壘戰略轟炸機（首飛於1952年4月），優先使用該引擎。
1952年12月，B-56計劃在原型機開工前遭取消。尚未改裝的B-47變成教練機，並於1960代末在埃爾森特羅海軍航空設施中用作出口教練機。

## 型號
XB-56
預計將由B-47改造而來的原型機，後來重新命名為YB-56和YB-47C，但沒有進行改裝
RB-56A
量產版，遭取消並且未建造

### 註記
1. 1 2  Jones, Lloyd S.: U.S. Bombers: B1-B70, Aero Publishers, Inc., 1969.  LCCN 62-15969
2. ↑  National Museum fact sheet Boeing B-56A 的存檔，存档日期October 14, 2012，.
3. 1 2  Andrade 1979, p. 56

### 書目
- Andrade, John. . Midland Counties Publications. 1979. ISBN 0-904597-22-9.

 维基共享资源上的相關多媒體資源：XB-56轟炸機